# Anne Kupiec
Pour les articles homonymes, voir Kupiec.
Anne Kupiec, née le 21 janvier 1954 dans le 8e arrondissement de Paris, est une professeure de sociologie française.

## Biographie
Elle fut aussi bibliothécaire à Cujas et à la Bibliothèque publique d'information et compte parmi les spécialistes contemporains des questions liées au livre, sa place dans la cité et les questions politiques qu'il soulève. Sociologue des bibliothèques et collaboratrice de Martine Poulain au sein de l'équipe Études et recherche à la Bibliothèque publique d'information, puis rattachée à l'IUT métiers du livre de l'université de Paris X (devenue Université de Paris Ouest - Nanterre La Défense), en qualité de maîtresse de conférences, elle y donne des cours de sociologie de la lecture, de droit et d'histoire des politiques culturelles de 1993 à 2007.
Élève de Miguel Abensour, autrice d'une thèse sur le livre et la Révolution française, sa réflexion s'est orientée des questions professionnelles du livre vers une approche plus théorique et transversale, mêlant histoire, sociologie politique, philosophie. Sa réflexion est nourrie autant par Hannah Arendt, les idéologues de la Révolution française, que par Richard Hoggart, Emmanuel Levinas, William Morris, Jonathan Swift ou encore Ivan Illich.
Anne Kupiec est, depuis 2009, directrice de l'UFR de Sciences Sociales de l'Université Paris VII-Denis-Diderot et chercheuse du Centre de sociologie des pratiques et des représentations politiques (CSPRP).
Elle a par ailleurs été membre du comité de rédaction du Bulletin des bibliothèques de France ainsi que membre du comité éditorial de la revue Tumultes.
À titre universitaire, elle a été membre des comités scientifiques de l'École nationale supérieure des sciences de l'information et des bibliothèques et de l'Université Paris-VIII.

## Publications
- Karl Mannheim. Idéologie, utopie et connaissance, Le Félin, 2006.
- Le livre-sauveur. La question du livre sous la Révolution française, Kimé, 1998.
- Répertoire des bibliothèques de France à l'étranger, ministère des affaires étrangères, 1998.
- Premier recensement des métiers des bibliothèques, ministère de l'éducation nationale, de l'enseignement supérieur, de la recherche et de l'insertion professionnelle, 1995.
- Les Médiateurs du livre, ministère de la culture, 1995.

Articles
- Livre et évasion, in Emmanuel Levinas et la question du livre, sous la dir. de Miguel Abensour et Anne Kupiec, IMEC, 2008.
- Mannheim, l'utopie et le temps. Brève anthologie, in Mouvements, mai 2006.
- Le livre et William Morris. Lecture et expérience, in Critique de la politique, sous la dir. Anne Kupiec et Étienne Tassin, Sens et Tonka, 2006.
- De l'Allemagne de Madame de Staël, une triple interdiction, in La Censure de l'imprimé, Montréal, Nota bene, 2005.
- L' ici et l' ailleurs , in Anacharsis Clootz et le cosmopolitisme, Tumultes, 24, 2005.
- Les Idéologues et le modèle de la Révolution américaine, in Les Temps modernes, décembre 2003-février 2004.

Direction d'ouvrages collectifs
- Emmanuel Levinas et la question du livre, avec Miguel Abensour, IMEC, 2008.
- Hannah Arendt. Crises de l'État-nation, avec Martine Leibovici, Géraldine Muhlmann et Étienne Tassin, Sens et Tonka, 2007.
- Critique de la politique. Autour de Miguel Abensour, sous la direction d'Anne Kupiec et Étienne Tassin, Sens & Tonka 2006.
- Coédition avec M. Abensour des Œuvres complètes de Saint-Just, Gallimard, coll. Folio, 2004.